# Praça Coronel Collaço

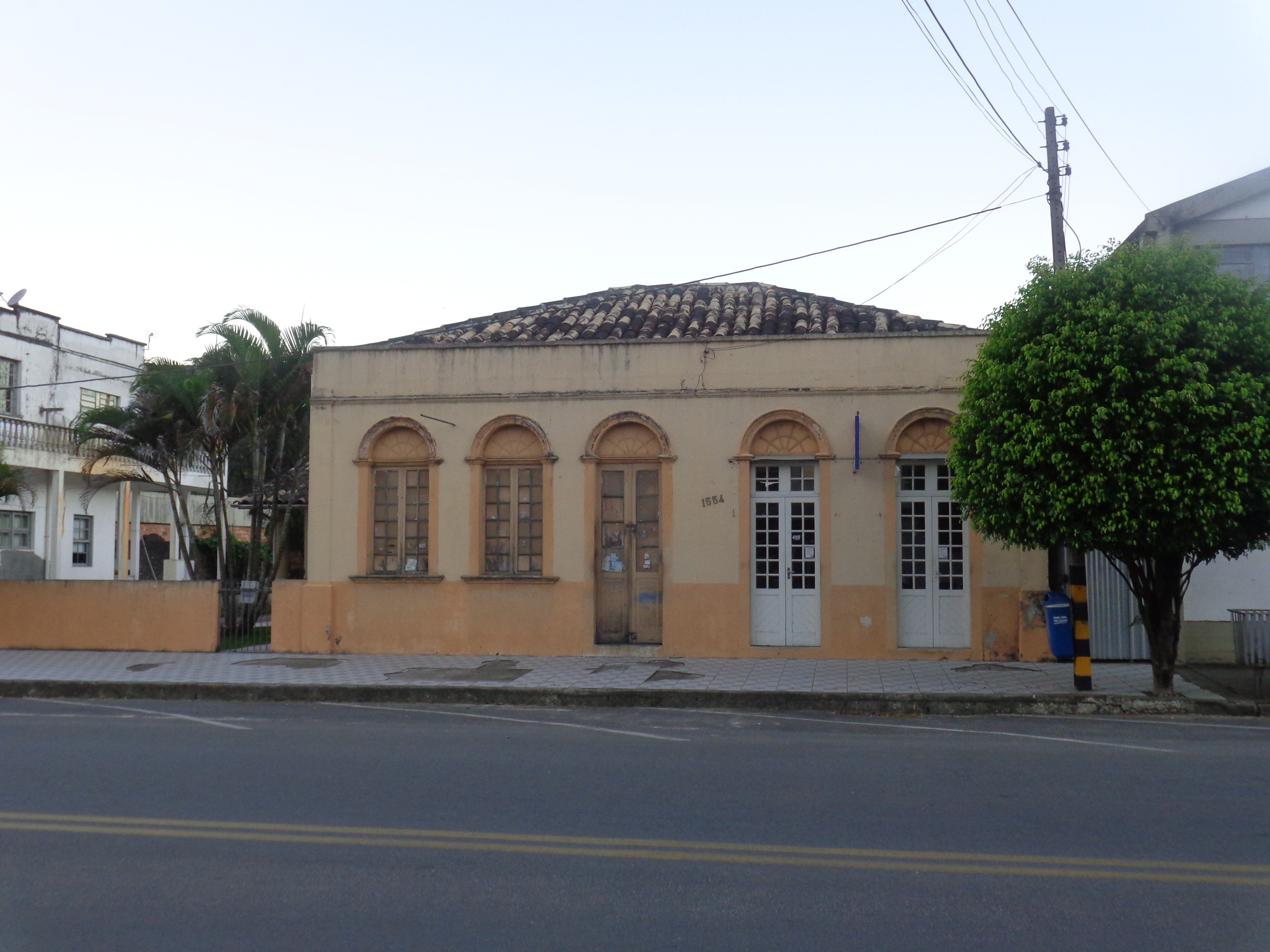
Casa construída ca. 1911, a mais antiga construção ainda existente e com suas características originais na fachada ainda preservadas, na Praça Coronel Collaço, rua Jacó Batista Uliano. Serviu na década de 1930 como hospital. Sua fachada original foi severamente modificada na parte superior próximo ao telhado. As bandeiras envidraçadas (cobertas por uma camada de tinta) sobre as três portas e duas janelas frontais são originais de sua época de construção. Possuia um beiral, que desabou em ca. 1990.

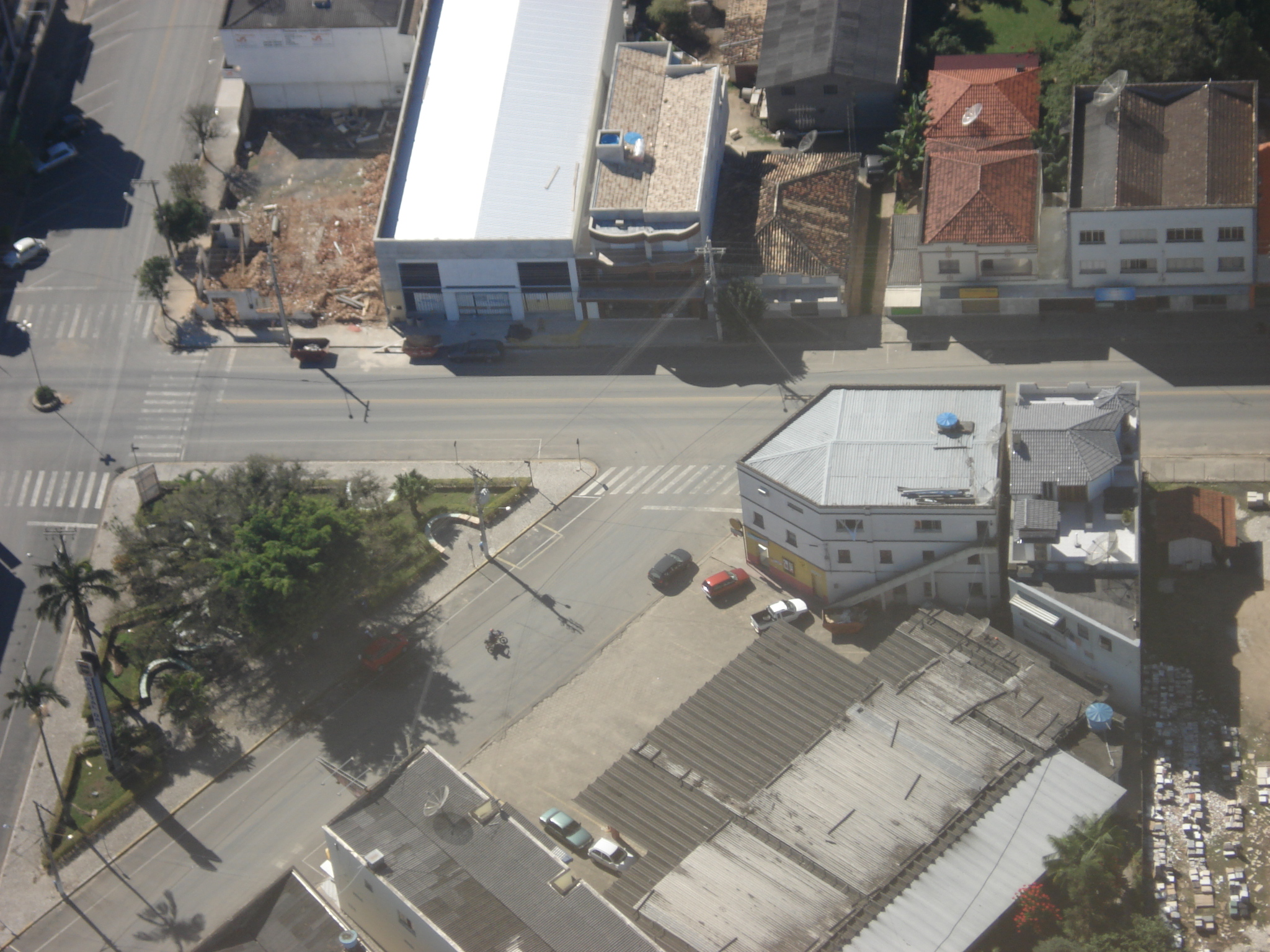
Fotografia aérea da Praça Coronel Collaço, em 17 de maio de 2009 (disponibilizada pelo bioquímico Roberto Pereira)

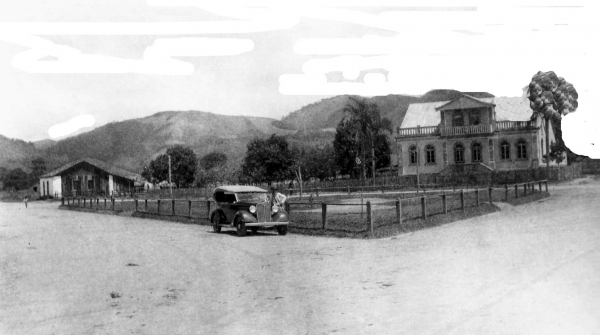
Praça Coronel Collaço, com a casa do pastor Schwab na direita e a fábrica de banha dos Pinho, administrada por Jacó Batista Uliano, na esquerda. Década de 1920. Observa-se uma entrada aproximadamente no centro dos lados direito e esquerdo, não havendo no lado oposto um acesso direto. Também é visível o lago que então havia no centro da praça, possível motivo para que a mesma estivesse cercada

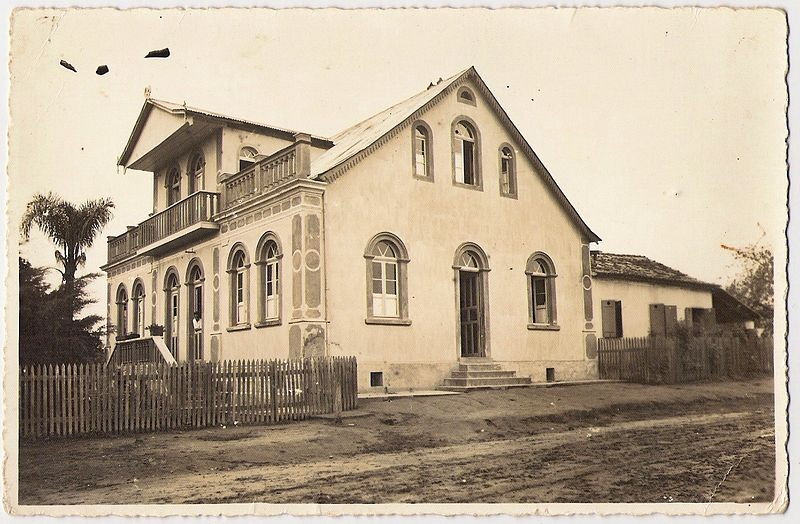
Edificação demolida na Praça Coronel Collaço, no atual cruzamento da rua Getúlio Vargas com a rua Senador Nereu Ramos. Casa paroquial do pastor Schwab, depois hospital, hotel e então casa das freiras do Instituto Servian. Demolida na segunda metade da década de 1970. Fotografia do acervo de Edison Westphal

A Praça Coronel Collaço é um espaço público da cidade catarinense de Braço do Norte, localizada no bairro Centro. Forma um triângulo retângulo, no encontro das ruas Jacó Batista Uliano, Nereu Ramos e Getúlio Vargas. Sua forma triangular deve-se à sinuosidade do rio Braço do Norte, que tem seu leito nas proximidades, determinando seu traçado irregular. No triângulo retângulo a hipotenusa é formada pela rua Jacó Batista Uliano.

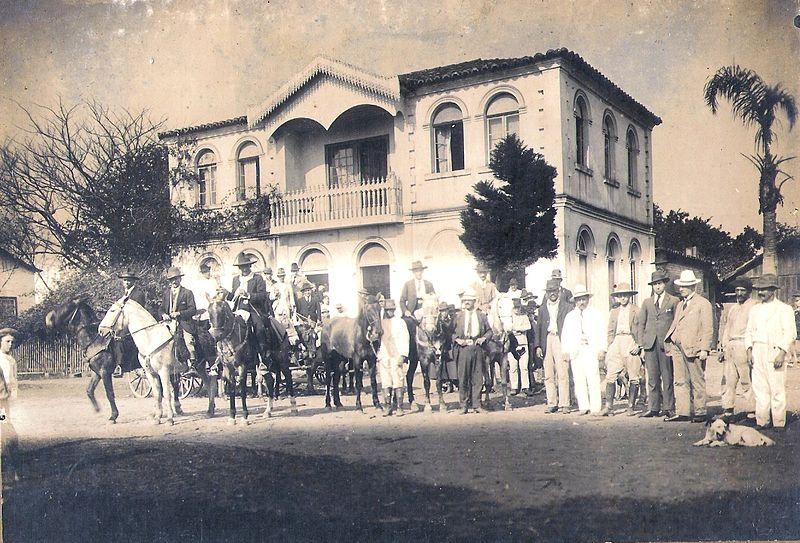
Edificação atualmente ainda preservada, em situação severamente modificada, no atual cruzamento da rua Jacó Batista Uliano com a rua Senador Nereu Ramos (defronte sua fachada). Foi propriedade de João Estanislau Ângelo

Foi projetada pelo agrimensor Carlos Othon Schlappal, quando fixou a sede da colônia Braço do Norte em 1879. Inicialmente denominada Praça Luiz Martins Collaço, homenageia o coronel da Guarda Nacional.
Domina o centro da praça uma figueira, transplantada em 21 de setembro de 1935.
É uma das duas praças originárias da medição oficial das terras do então Quadro do Norte, atual bairro Centro (a outra é a Praça Padre Roer). Não existem outras praças na cidade.
O caminho dos tropeiros pela Serra do Imaruí para o Porto de Gravatal cruzava a Praça Coronel Collaço. Em 1924 havia na praça uma lagoa onde se pescava muita piava (refere-se aqui ao lambari).

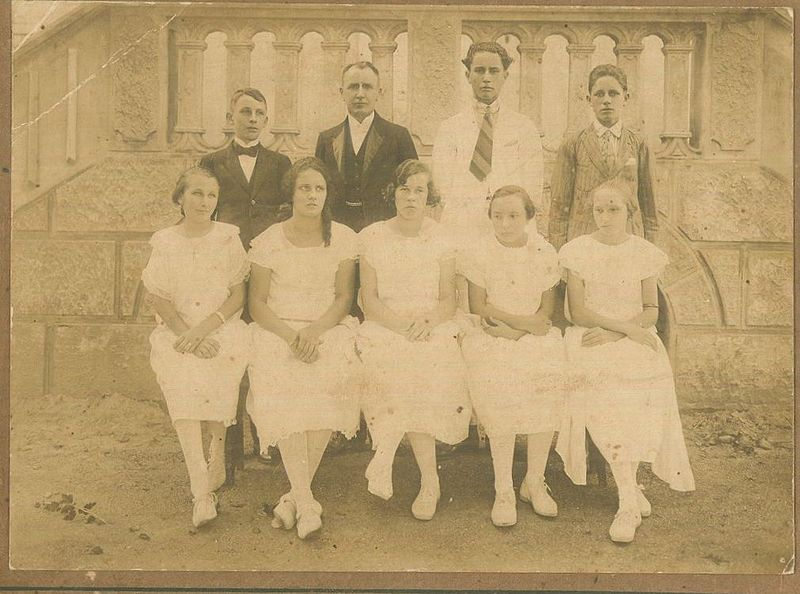
Primeira comunhão em 22 de março de 1925.[nota 4]
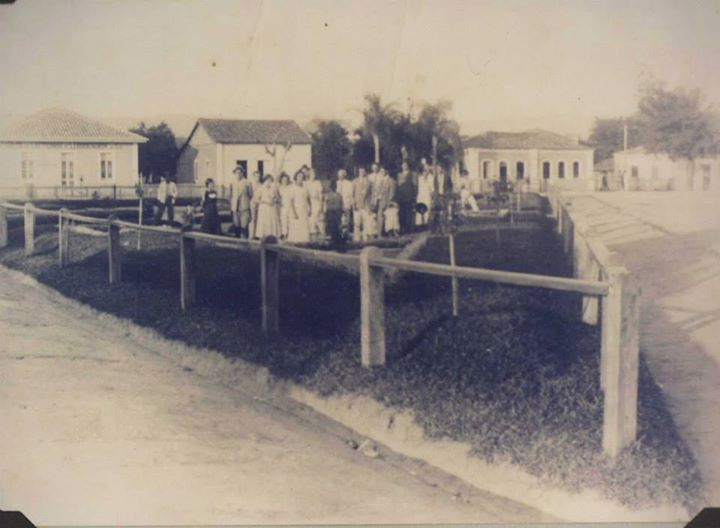
Final da década de 1920.[nota 5]
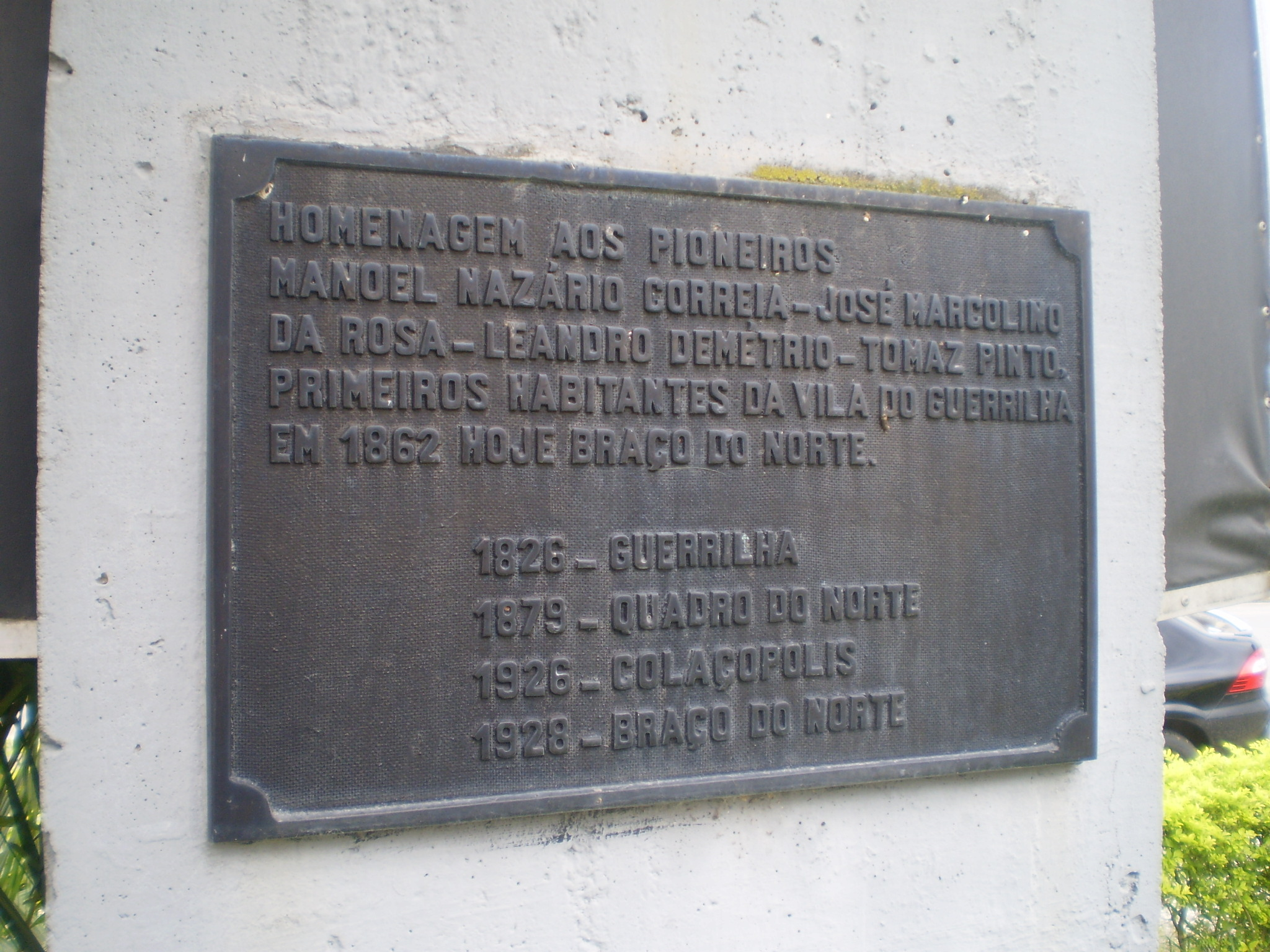
Placa comemorativa. A data correta é 1862, não 1826!
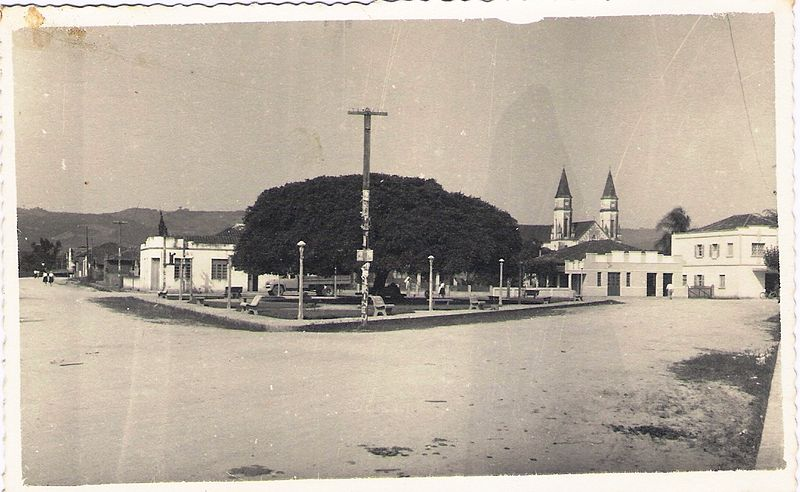
Década de 1950. As atuais ruas Jacó Batista Uliano na direita e Getúlio Vargas na esquerda
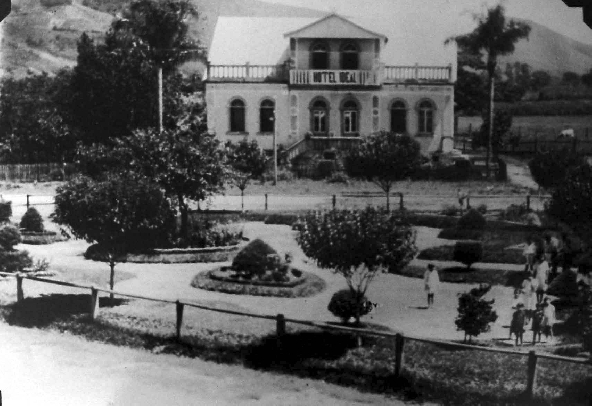
Praça Coronel Collaço em Braço do Norte. Na antiga casa pastoral luterana, construída no início do século XX, estava então instalado o Hotel Ideal, na época desta foto. Fotografia registrada a partir da casa de João Estanislau Ângelo
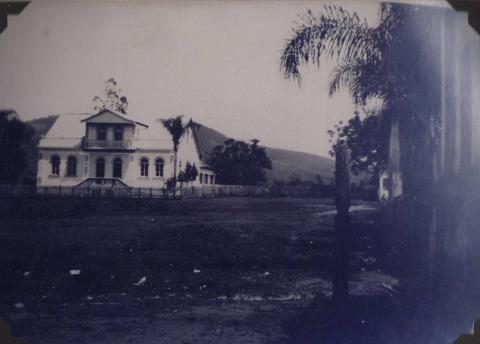
Praça Coronel Collaço em Braço do Norte. A primeira instalação do Hospital Santa Terezinha de Braço do Norte foi na casa pastoral, que abrigou o pastor Carl Schwab até 1926
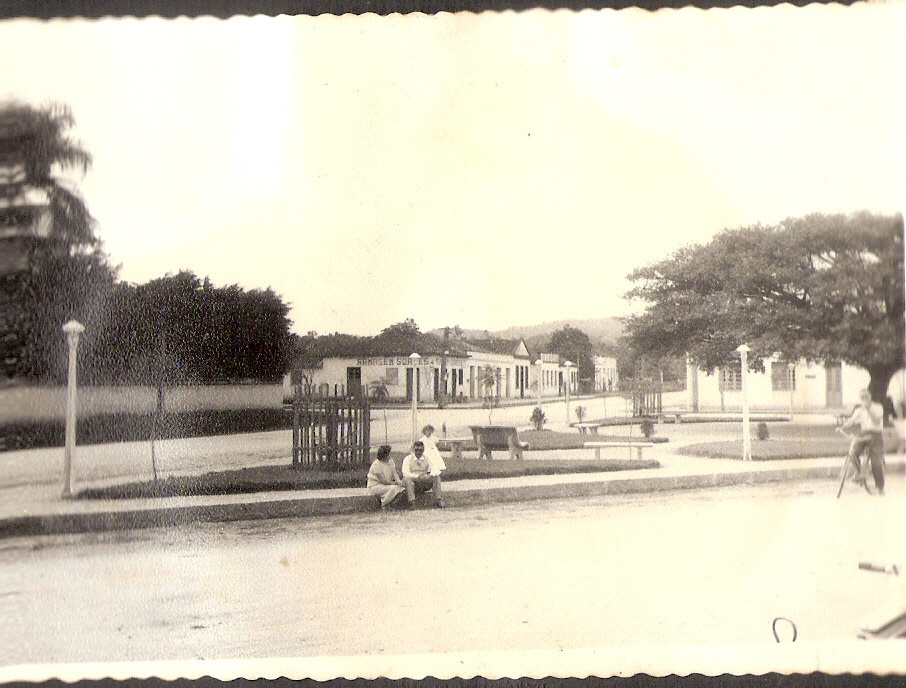
A Praça Coronel Collaço, década de 1950. Sentados, Irma Gerlach Collaço e seu marido, o farmacêutico Newton de Andrade Collaço, com a filha Maria Christina. Ao fundo identifica-se o Armazém Soares, de Satiro Soares. A figueira já está com vistoso porte
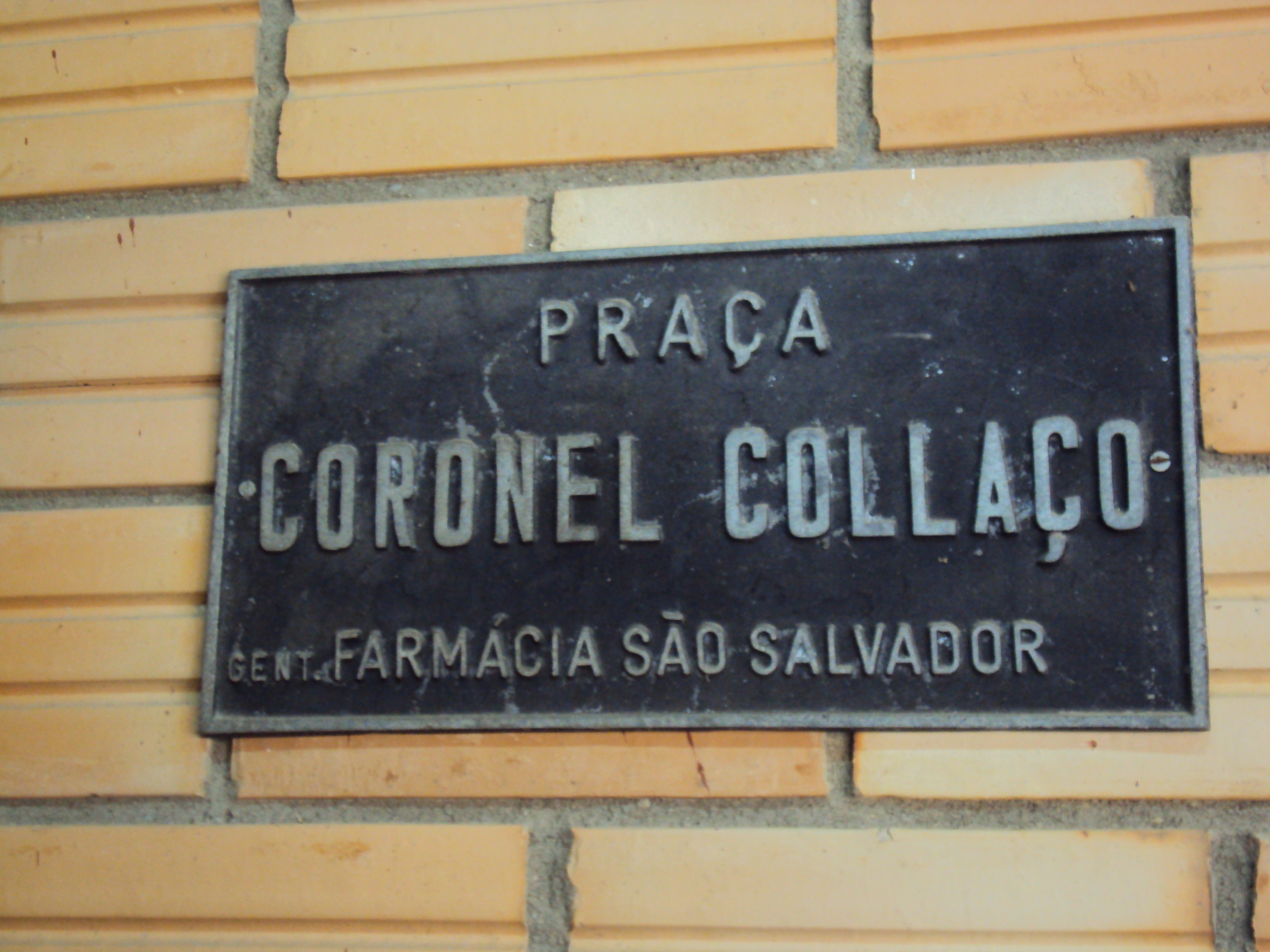
Placa identificatória antiga
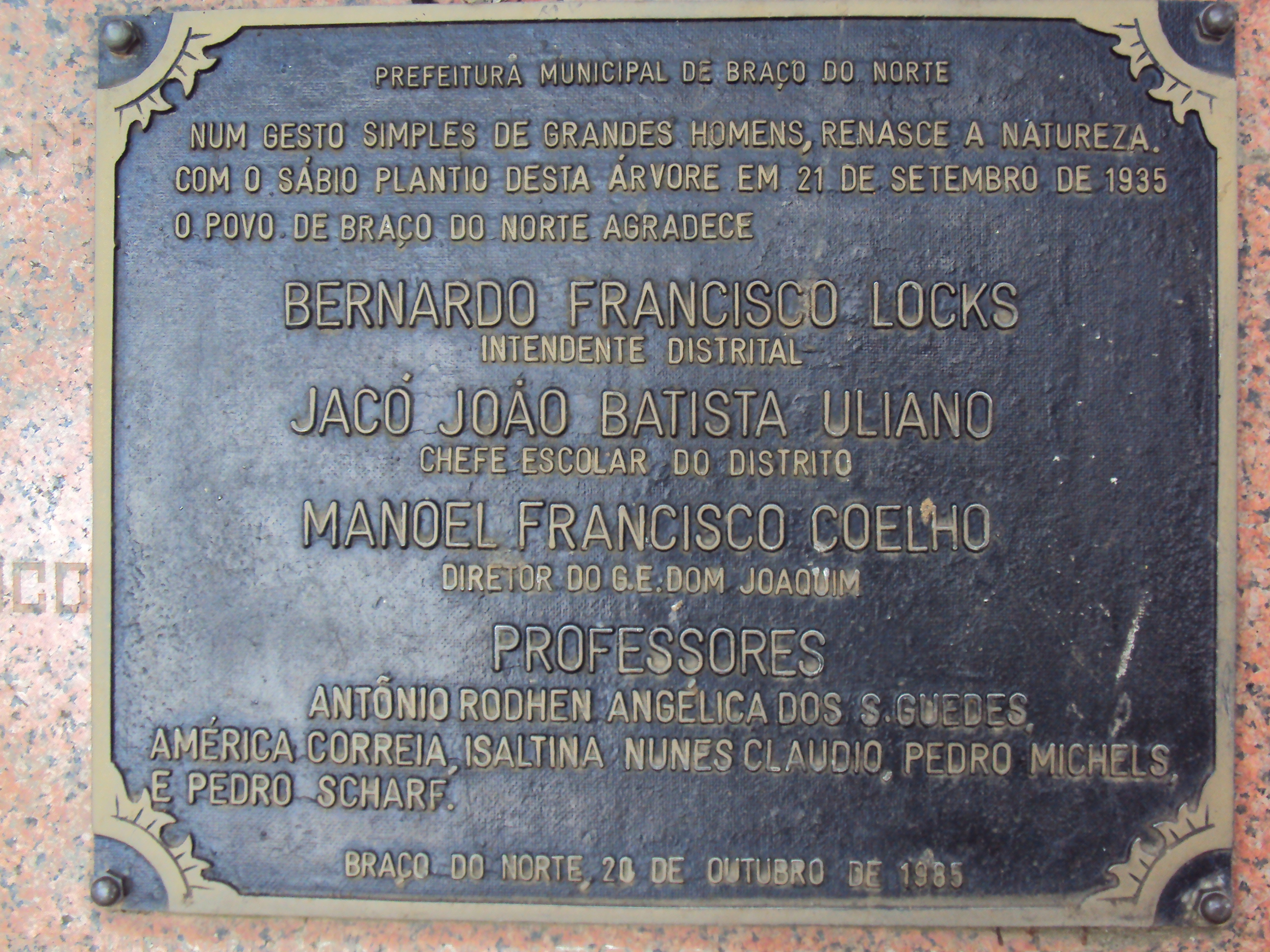
Placa identificatória aos pés da figueira
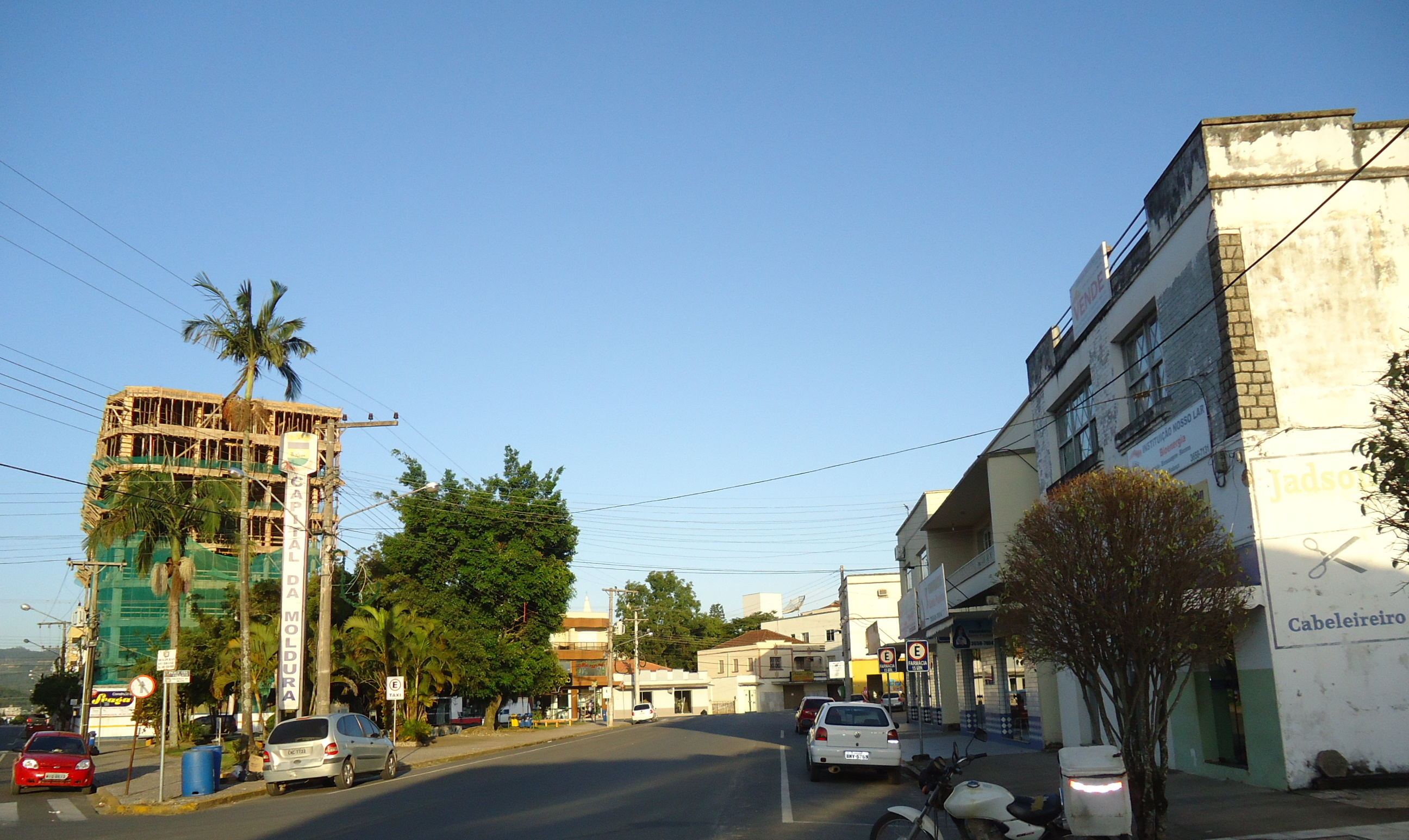
Praça Coronel Collaço em 3 de janeiro de 2012. As atuais ruas Jacó Batista Uliano na direita e Getúlio Vargas na esquerda
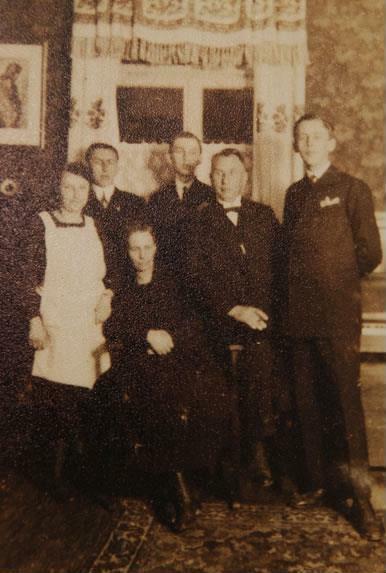
A família do pastor luterano em Braço do Norte Carlos Schwab, década de 1920. Residiu na casa pastoral na Praça Coronel Collaço, demolida na segunda metade da década de 1970.
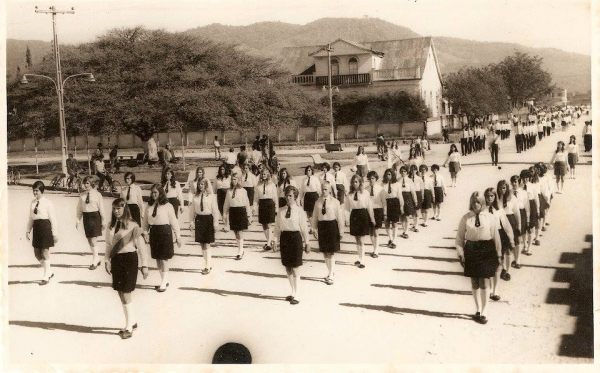
Desfile de 7 de Setembro em Braço do Norte, Rua Senador Nereu Ramos, Praça Coronel Collaço.